# Первомайский (Матвеево-Курганский район)
Первомайский — хутор в Матвеево-Курганском районе Ростовской области.
Входит в состав Новониколаевского сельского поселения.

## География
На хуторе имеется одна улица: Полевая.

## Население
| 2010 |
| ---- |
| 32   |